# Cantón de Épernay-1
El cantón de Épernay-1 es una división administrativa francesa, situada en el departamento de Marne y la región Champaña-Ardenas.

## Geografía
Este cantón es organizado alrededor de Épernay en él distrito de Épernay.

## Composición
El Cantón de Épernay-1 agrupa 1 comunas:
- Épernay

## Demografía
| 12,737 |
| Para los censos de 1962 a 1999 la población legal corresponde a la población sin duplicidades (Fuente: INSEE [Consultar]) |